# Хоризонтски координатни систем
Хоризонтски координатни систем је сферни координатни систем са примарном применом у посматрачкој астрономији. Уколико координатни систем вежемо за посматрача који се налази на Земљи, положаје небеских тела на небеској сфери можемо представити онако како их посматрач на датој географској ширини и дужини види. У те сврхе је оптимално користити хоризонтски координатни систем. Положаји тела у хоризонтском координатном систему нису стални и мењају се због Земљине ротације и револуције. 

## Основне карактеристике
Основна раван у хоризонтском координатном систему је раван хоризонта. Основни правац је правац ка јужној тачки на хоризонту. Основне тачке у овом координатном систему јесу зенит, надир, јужна тачка на хоризонту. Зенит је тачка у којој права, која пролази кроз тачку на којој се налази посматрач, нормална на хоризонтску раван, сече небеску сферу, док је надир њој супротна тачка (налази се испод хоризонта). Јужна тачка је тачка у којој небески меридијан сече хоризонт, ближе јужном небеском полу.

## Координате
На небеској сфери у хоризонтском координатном систему положај тела одређујемо помоћу азимута и висине.
Азимут (А) се мери у равни хоризонта, од јужне тачке до пресека меридијана на ком се налази тело са хоризонтом, у математички негативном, односно ретроградном смеру (смер казаљке на сату). Азимут може узимати вредности од 0° до 360°. У геодезији се азимут мери од северне тачке и тада узима вредности (0°—180°) према истоку или западу, до јужне тачке. 
Висина (h) је угао у средишту сфере који се налази у равни меридијана датог тела, нормалној на раван хоризонта, и мери се од хоризонта до небеског паралела на коме се дато тело налази. Висина може бити позитивна (0° — +90°) за тела која се налазе изнад хоризонта и негативна (0° — -90°) за тела која се налазе испод хоризонта.
Зенитна даљина (z) је ретко коришћена координата која представља допуну висини, односно угаону удаљеност паралела датог тела од зенита. Може се налазити у интервалу (0°-180°).
Коришћењем елементарне сферне тригонометрије могу се конвертовати координате датог небеског тела из координата хоризонтског координатног система у координате екваторског, еклиптичког или галактичког координатног система, уколико су познате вредности звезданог времена, географске ширине и дужине за место на коме се посматрач налази.